# Allium melananthum
Allium melananthum, ajo negro o ajo de flor negra, es una liliácea perenne endémica del sureste de la península ibérica.

## Descripción
Tiene bulbos de 13-24 x 8-20 mm, ± ovoides, solitarios, por lo general con 1-2 bulbillos de 7-12 x 7-10 mm, pedunculados –situados en la parte externa del bulbo principal-, apiculados, amarillentos, grisáceos o blanquecinos; túnica externa coriácea, lisa, de un color grisáceo. Tallo de 37-130 cm, de sección circular, fistuloso. Hojas 2-4(5), dispuestas a lo largo del tercio inferior del tallo, glabras, sin pecíolo, con una vaina membranácea de 43-160 mm. Inflorescencia de 13-33 x 16-35 mm, ± esférica, densa, de 16-160 flores ovoides, sin bulbillos; espata con 2 segmentos subiguales. Tépalos ovados, agudos, densamente papilosos, de un púrpura muy obscuro, casi negros en seco. Fruto con 1-2 semillas por lóculo. Semillas 1,9-2,8 x 1,1-1,5 mm, ± irregularmente ovado-angulosas, sin eleosoma, negras. Tiene un número de cromosoma de 2n = 16.

## Distribución y hábitat
Habita en espartales, tomillares y romerales de las provincias de Almería, Murcia y Alicante. Existe también una población disyunta en la Sierra de Mijas (Málaga).
Las mejores poblaciones se conservan en la franja litoral de la Región de Murcia, en espacios protegidos como Calblanque y Portmán, la Sierra de la Muela y Cabo Tiñoso y Cabo Cope y Puntas de Calnegre. También penetra por el interior hasta Sierra Espuña. En la provincia de Almería se puede encontrar en los alrededores de la capital y en la Sierra de Gádor.

## Estado de conservación

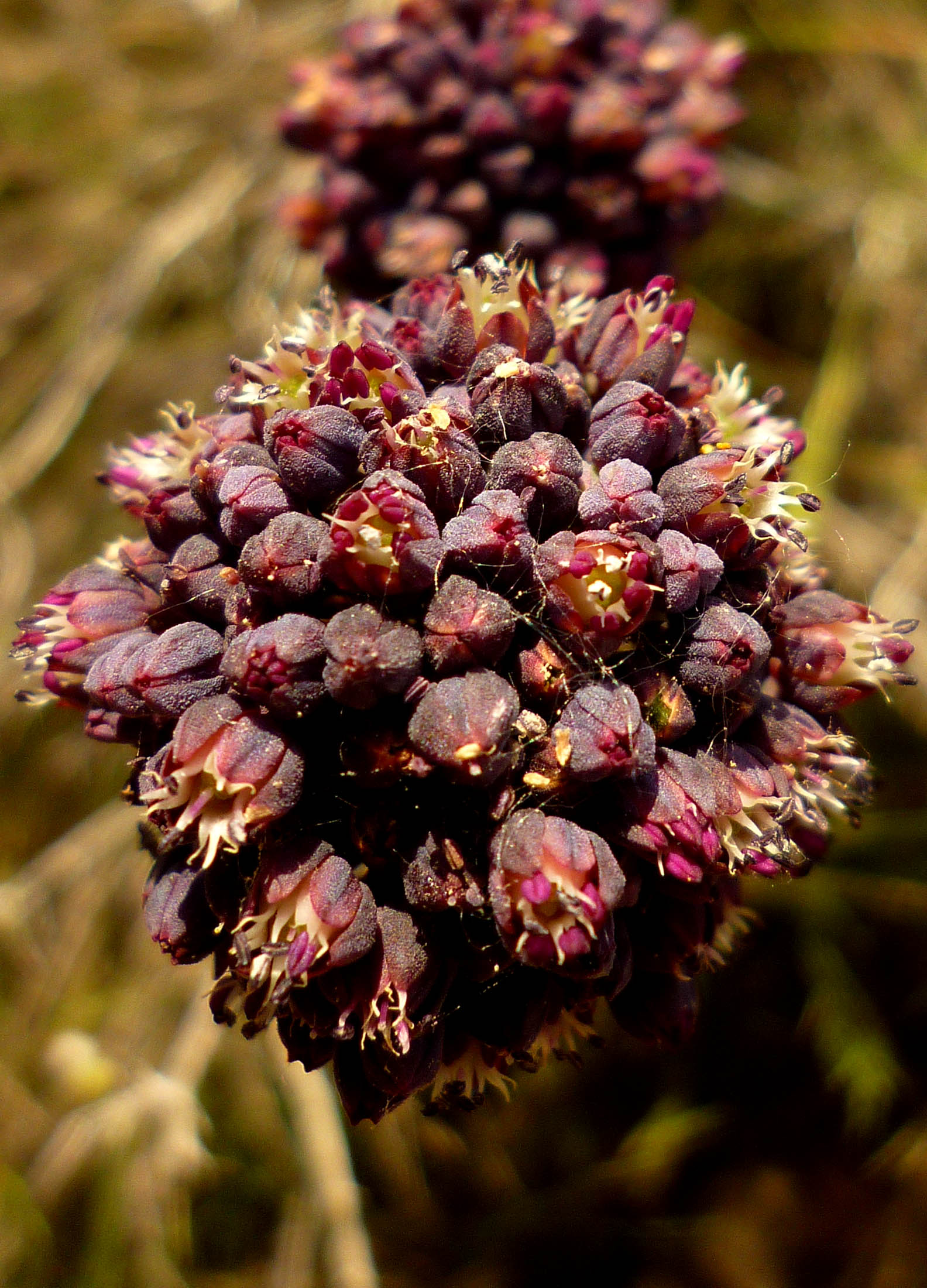
Detalle de la inflorescencia.

Se encuentra catalogado como especie casi amenazada según la Unión Internacional para la Conservación de la Naturaleza. En la Región de Murcia, su estado es considerado como vulnerable.

## Taxonomía
Allium melananthum fue descrita por Auguste Henri Cornut de Coincy y publicado en J. Bot. (Morot) 9: 336 1895.
Etimología
Allium: nombre genérico muy antiguo. Las plantas de este género eran conocidos tanto por los romanos como por los griegos. Sin embargo, parece que el término tiene un origen celta y significa "quemar", en referencia al fuerte olor acre de la planta. Uno de los primeros en utilizar este nombre para fines botánicos fue el naturalista francés Joseph Pitton de Tournefort (1656-1708).
melananthum: epíteto latino que significa "con anteras negras".